# Cilurnum
Cilurnum (ook Cilurvum, Engels: Chesters) was een Romeins fort aan de Muur van Hadrianus. Het lag tussen de forten van Carrawburgh in het westen en Hunnum (Halton Chesters) in het oosten. Het is het best bewaarde cavaleriefort aan de Muur van Hadrianus.
Het fort had een rechthoekig grondplan met afgerond hoeken en aan elke zijde een poort. Op de plaats van het fort was al begonnen met de bouw van een kleiner mijlkasteel, dat werd afgebroken voor de bouw van het fort, die begon in 124. De poorten van het fort werden bovenaan minder fijn afgewerkt, met ruwere, minder bewerkte stenen. Het ging om een cavaleriefort, dat ongeveer 500 manschappen kon huisvesten. In de tweede eeuw waren hier de Ala Augusta ob virtutem appellata en later de Ala II Asturum gelegerd. Deze laatste cavalerie-eenheid bleef hier gelegerd gedurende de 3e en 4e eeuw, tot circa 400, bij de ontruiming van de muur. Rond 200 ontstond er een burgerlijke nederzetting (vicus) bij het fort. Na een bloeitijd in de 3e eeuw werd de vicus verlaten en bleef de bewoning beperkt binnen de muren van het fort. De bezetting van het fort was ook kleiner, ongeveer 360 manschappen.
Rond 675 werd de Romeinse brug bij Chesters ontmanteld om de stenen te gebruiken bij de bouw van een kerk in Hexham. Ook de stenen van het fort werden door de buurtbewoners gebruikt en dit tot in de 18e eeuw. In de 19e eeuw werd begonnen met opgravingen aan het fort. Deze hebben een rijke collectie aan beeldhouwwerken en opschriften opgeleverd. Bij het fort is er een museum ingericht.

## Galerij

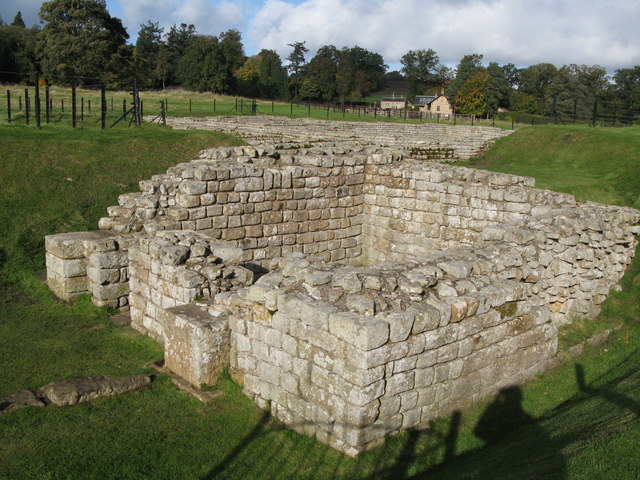
Ruïne van de oostelijke poort
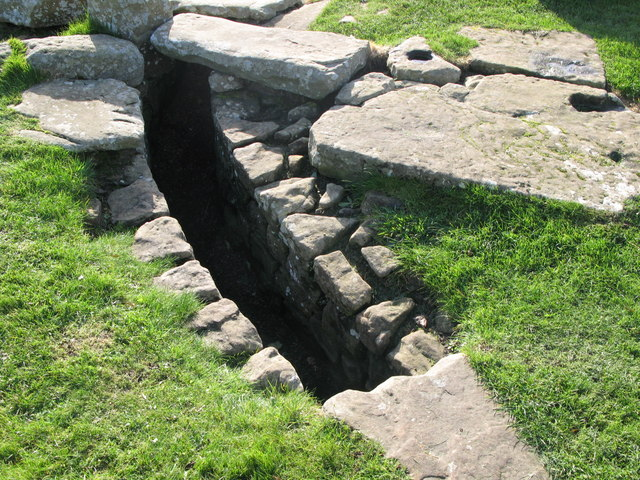
Aquaduct bij de noordelijke poort
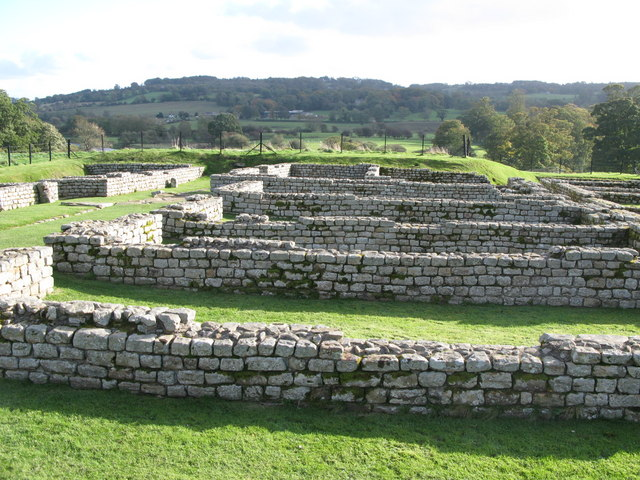
Ruïne van de barakken
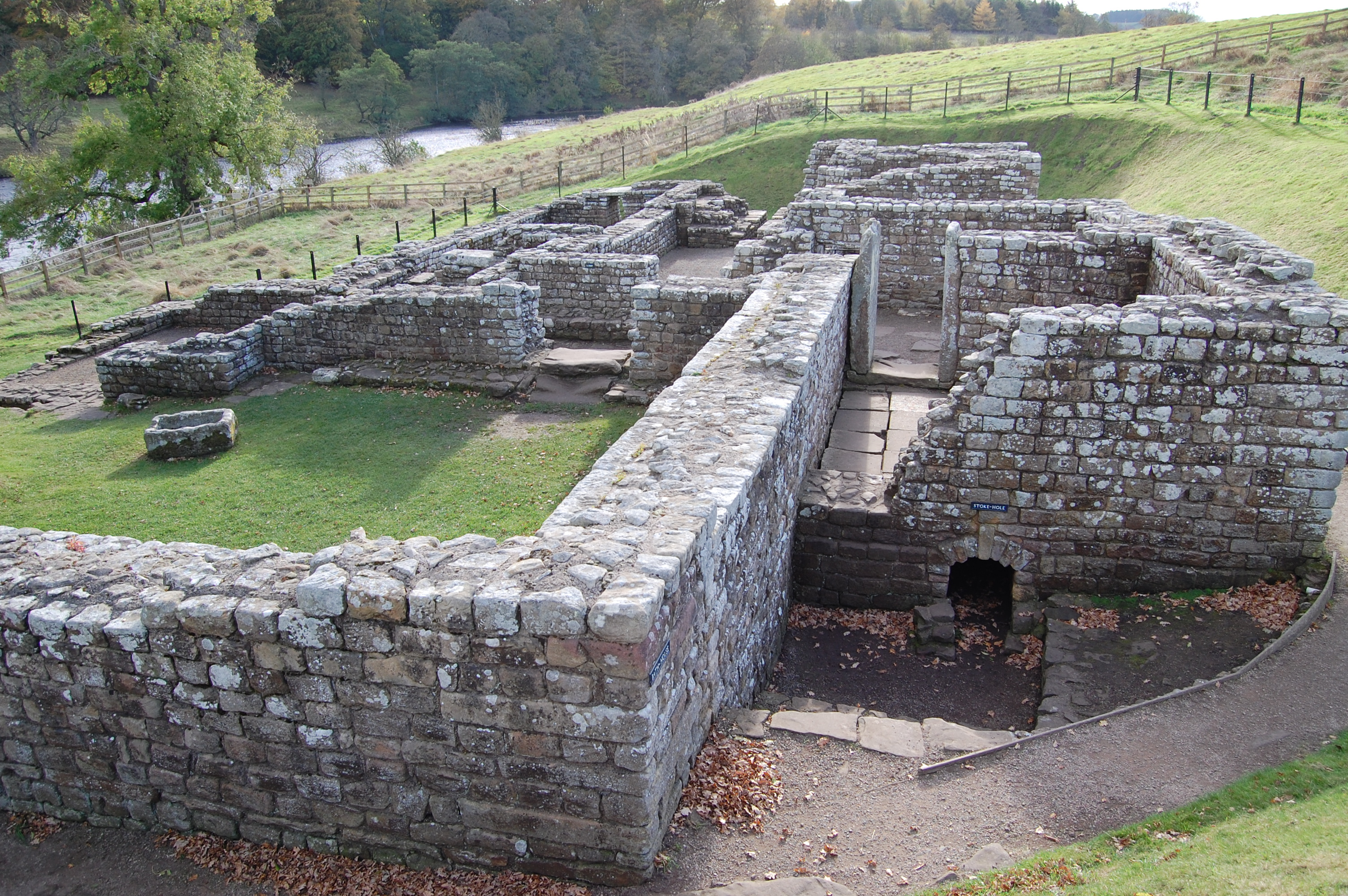
Badhuis
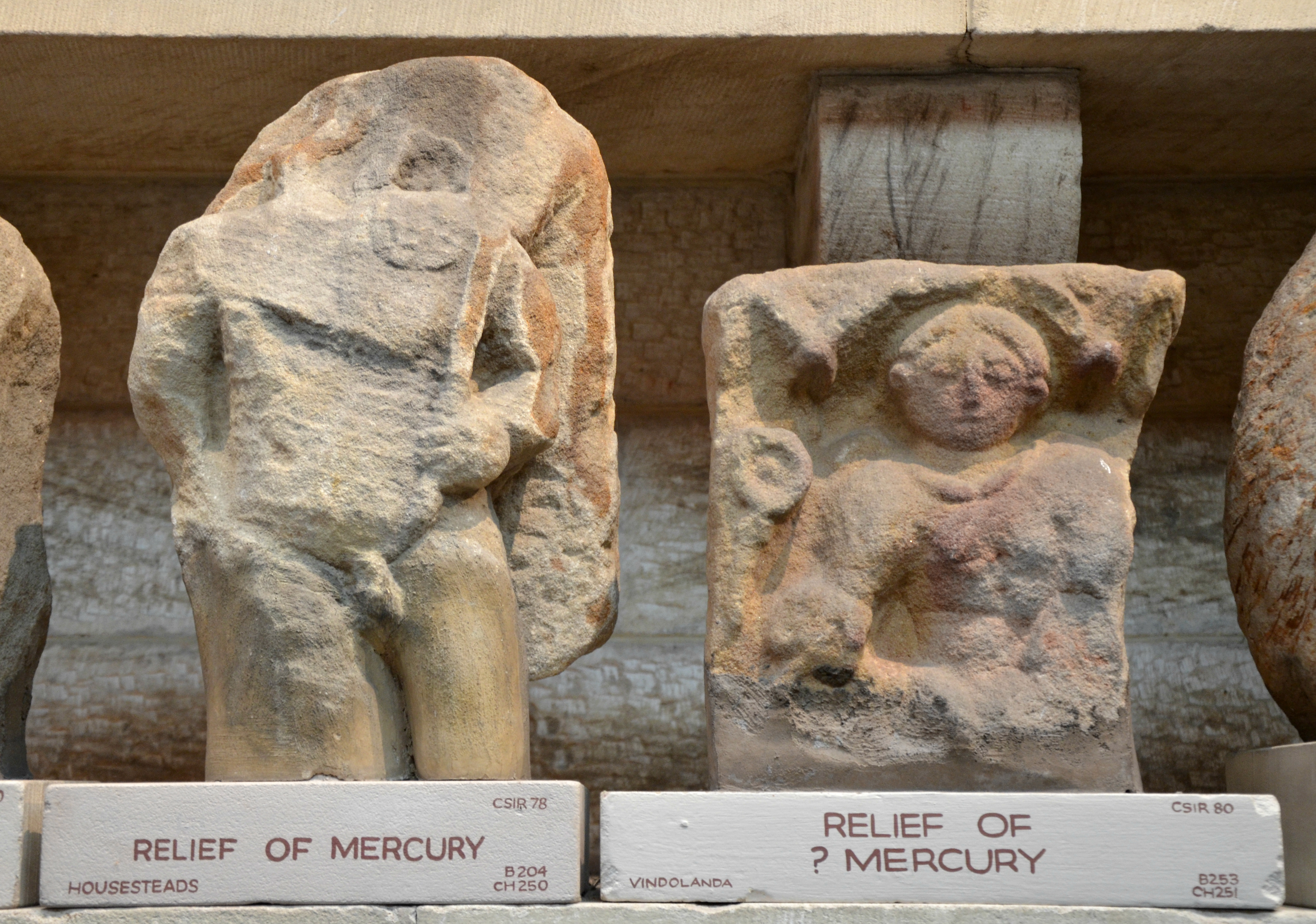
Gebeeldhouwde stenen uit het fort in Clayton Museum
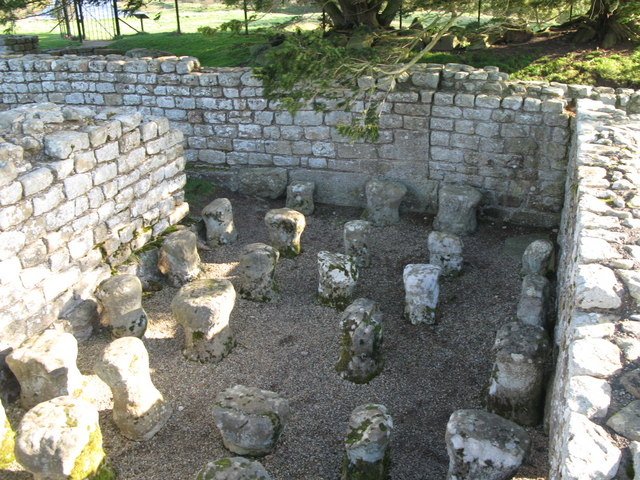
Hypocaustum (verwarming) onder de vloer van het praetorium in het fort